# Haworthia aristata
Haworthia aristata é uma espécie de liliopsida do gênero Haworthia, pertencente à família Asphodelaceae.